# Nelly Wacker
Nelly Wacker (russisch Нелля Рейнгольдовна Ваккер, wiss. Transliteration Nellja Rejngol'dovna Vakker; * 20. Oktober 1919 in Hohenberg bei Simferopol, Krim; † 26. März 2006 in Köln) war eine russlanddeutsche Schriftstellerin und Übersetzerin.

## Leben
Nelly Wacker, aus einer schwarzmeerdeutschen Familie stammend, besuchte eine deutsche Internatsschule in dem bei Simferopol auf der Krim gelegenen Ort Spat. Danach begann sie ein Studium an der Pädagogischen Hochschule in Engels, der Hauptstadt der Wolgadeutschen Republik. Ab 1939 wirkte sie als Lehrerin für Deutsch und Russisch in Aserbaidschan; nach dem deutschen Überfall auf die Sowjetunion wurde sie 1941 nach Kasachstan deportiert. Erst in den 1960er Jahren konnte sie ihr Studium der Pädagogik wiederaufnehmen; sie beendete es 1965 als Externe mit dem Abschluss am Pädagogischen Institut in Omsk/Sibirien. Anschließend arbeitete sie bis zu ihrer Pensionierung im Jahre 1974 wieder als Lehrerin in der kasachischen Region Kustanai und später in Pawlodar. 1993 übersiedelte sie nach Deutschland. Ihre letzten Lebensjahre verbrachte sie in Köln.
Nelly Wackers literarisches Werk umfasst vorwiegend Erzählungen und Gedichte, die seit 1962 in diversen russlanddeutschen Zeitschriften, später auch in Buchform erschienen. Daneben übersetzte sie aus dem Russischen und Kasachischen. Sie war seit 1973 Mitglied des Sowjetischen Schriftstellerverbandes.

## Werke
- Meinen Altersgenossen, Alma-Ata 1969
- Der Zauberstift, Alma-Ata 1975
- Blumenmärchen, Alma-Ata 1976
- Bekenntnis, Moskau 1978
- Nelken für dich, Alma-Ata 1982
- Tanz der Kraniche, Moskau 1985
- Friedenslieder, Alma-Ata 1987
- Es eilen die Tage, Stuttgart 1998
- Erikas Blumenmärchen, Lage-Hörste 2002
- Gesammeltes in vier Bänden, Lage-Hörste
  - 1. Gedichte, 2004
  - 2. Geschichten und Erzählungen, 2004
  - 3. Gedichte, Märchen und Erzählungen für Kinder, 2004
  - 4. Publizistik, Echo, 2005